# Astragalus khosrowabadensis
Astragalus khosrowabadensis es una especie de planta del género Astragalus, de la familia de las leguminosas, orden Fabales.

## Distribución
Astragalus khosrowabadensis se distribuye por Irán.

## Taxonomía
Fue descrita científicamente por Ranjbar & Karamian. Fue publicada en Ann. Bot. Fenn. 49(1-2): 118 (2012).